# Dietersheimer Isarsteg
Der Dietersheimer Isarsteg ist eine 82 m lange Radfahrer- und Fußgängerbrücke über die Isar beim Isar-Kilometer 128,1, der östlich des Ortsteils Dietersheim der Gemeinde Eching (Landkreis Freising) die Untere Isarau in Richtung auf den Zwillingshof in der Gemeinde Hallbergmoos kreuzt. Die Grenze zwischen den beiden Gemeinden quert auf dem Steg die Isar (südlich reicht Hallbergmoos nach Westen über die Isar hinaus, ebenso im Norden beim Schloss Erching). Der Steg verbindet unmittelbar den westlichen mit dem östlichen Isarradweg von München nach Freising. Der Steg wurde 1979 im Zuge der Erschließung der Isarauen durch den Erholungsflächenverein erbaut. Seit 2024 gibt es 2 km weiter südlich auch den Isarsteg Garching–Fischerhäuser.